# Marie NDiaye
Marie NDiaye (varianty transkripce: N’Diaye, NDiaye, Ndiaye; * 4. června 1967, Pithiviers, Francie) je francouzská spisovatelka a dramatička, v roce 2009 oceněna Goncourtovou cenou, nejvýznamnějším francouzským literárním oceněním.
První román Quant au riche avenir napsala v sedmnácti letech, za knihu Rosie Carpe obdržela v roce 2001 cenu Prix Femina. Divadelní hra Táta musí jíst (Papa doit manger) byla v roce 2003 zařazena do repertoáru Comédie-Française a dramatička se tak stala, po 20leté pauze, první žijící autorkou, jejíž dílo je hráno v tomto národním divadle.

## Osobní život
Narodila se v Pithiviers. Vyrůstala s matkou, která je Francouzka. S otcem, který pochází ze Senegalu, se poprvé setkala v patnácti letech. V současnosti žije v Berlíně.

Její první knihy vycházely v nakladatelství Minuit, od roku 2007 publikuje v nakladatelství Gallimard. 

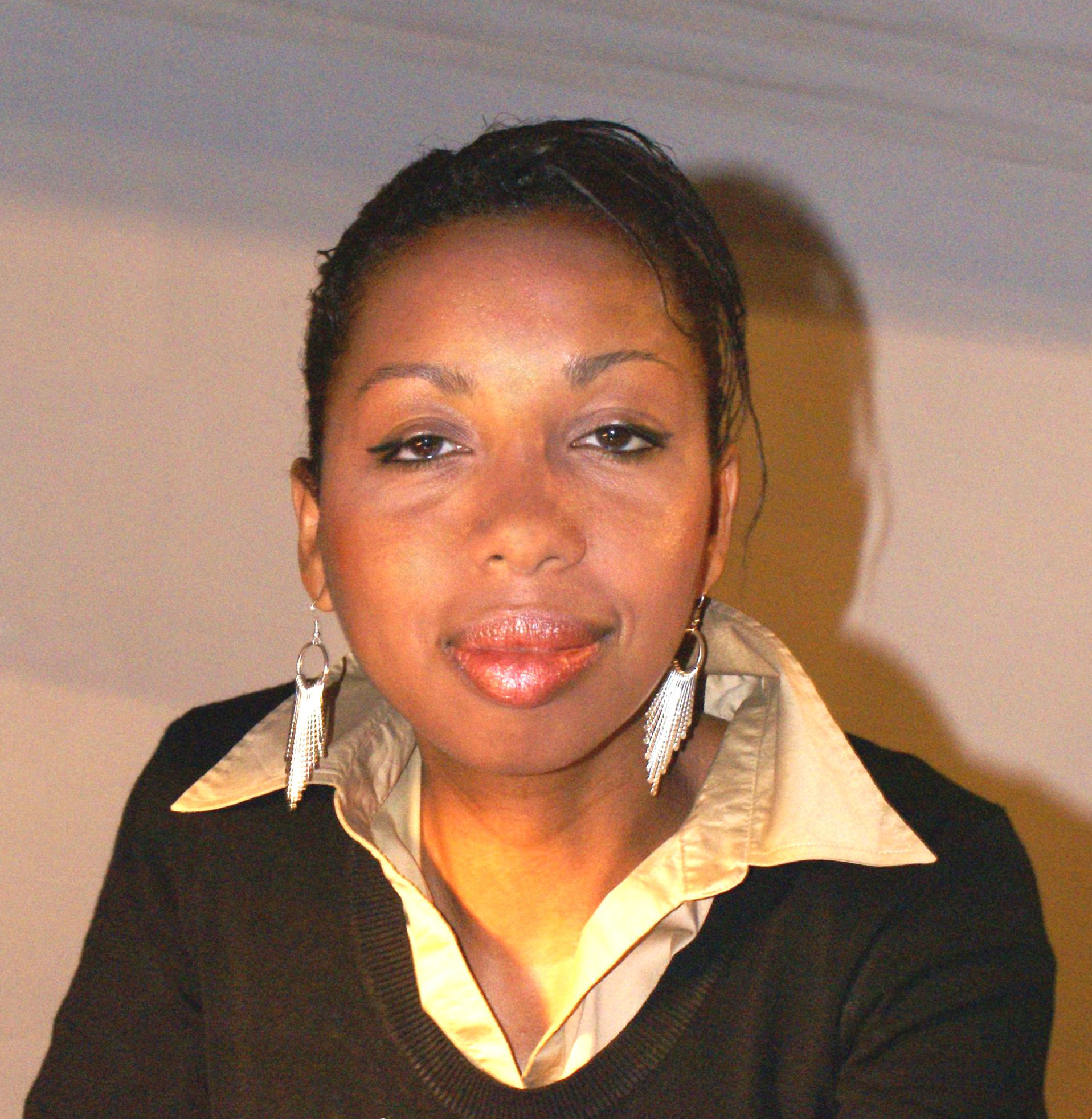
Marie NDiaye v Osnabrücku, červen 2009.

## Dílo

### Romány
- Quant au riche avenir – Minuit, 1985 ISBN 2-7073-1018-2
- Comédie classique – P.O.L, 1988 ISBN 2-86744-082-3
- La femme changée en bûche – Minuit, 1989 ISBN 2-7073-1285-1
- En famille – Minuit, 1991 ISBN 2-7073-1367-X
- Un temps de saison – Minuit, 1994 ISBN 2-7073-1474-9
- La Sorcière – Minuit, 1996 ISBN 2-7073-1569-9
- La naufragée – Flohic, 1999 ISBN 2-84234-062-0
- Rosie Carpe – Minuit, 2001 ISBN 2-7073-1740-3, Prix Femina
- Tous mes amis – Minuit, 2004 ISBN 2-7073-1859-0
- Autoportrait en vert – Mercure de France, 2005 ISBN 2-7152-2481-8
- Mon cœur à l'étroit – Gallimard, 2007 ISBN 978-2-07-077457-9
- Trois Femmes puissantes – Gallimard, 2009 ISBN 978-2-07-078654-1, Goncourtova cena 2009

### Divadelní hry
- Hilda – Minuit, 1999 ISBN 2-7073-1661-X. Jako rozhlasovou hru ji v roce 2017 nastudoval režisér Vít Vencl v hlavních rolích s Helenou Dvořákovou a Janem Hájkem.
- Papa doit manger – Minuit, 2003 ISBN 2-7073-1798-5
- Rien d'humain – Les Solitaires Intempestifs, 2004 ISBN 2-84681-095-8
- Les serpents – Minuit, 2004 ISBN 2-7073-1856-6
- « Providence » – in Puzzle, Jean-Yves Cendrey a Marie NDiaye, Gallimard, 2007 (première édition : Comp'Act, 2001)
- Avec Jean-Yves Cendrey : « Toute vérité » – in Puzzle, Jean-Yves Cendrey a Marie NDiaye, Gallimard, 2007.

### Knihy pro mládež
- La diablesse et son enfant, ilustrace Nadja – École des loisirs, 2000 ISBN 2-211-05660-1
- Le souhait, ilustrace d'Alice Charbin – École des loisirs, 2005 ISBN 2-211-07962-8

### Dílo v češtině
- úryvek z románu Rosie Carpe (Růžena Kaprová, Minuit, 2001) v antologii Francouzská čítanka, Gutenberg, 2004
- Čarodějnice, překlad Ivana Tomková, Argo, 2007.
- Hilda – divadelní hra